# Station Bøverbru
Station Bøverbru was een station aan de voormalige spoorlijn Skreiabanen. Deze lijn verbond het dorp Skreia in de gemeente Østre Toten met Reinsvoll in de gemeente Vestre Toten beide tegenwoordig gelegen in fylke Innlandet in Noorwegen. Het stationsgebouw is nog aanwezig. Het werd ontworpen door Paul Armin Due. Het kreeg in 1916 een toevoeging ontworpen door Paul Due, vader van Paul Armin.